# Rhynchokarlingiidae
Famille
Les Rhynchokarlingiidae sont une famille de vers plats d'eau douce de l'ordre des Rhabdocoela (infra-ordre des Eukalyptorhynchia  et sous-ordre des Kalyptorhynchia). Les représentants de cette famille de plus de 50 espèces sont endémiques du lac Baïkal.

## Systématique
Le nom valide complet (avec auteur) de ce taxon est Rhynchokarlingiidae Timoshkin, 2004.

### Liste des genres
Selon la base de données World Register of Marine Species (30 décembre 2023), la famille des Rhynchokarlingiidae regroupe les genres suivants :
- Cohenella Timoshkin, 2004
- Coulterella Timoshkin, 2004
- Diplosiphon Evdonin, 1977
- Kawanabella Timoshkin, 2004
- Linella Timoshkin, 2004
- Mariareuterella Timoshkin & Grygier, 2005
- Mityuscha Timoshkin, 2004
- Obolkinaella Timoshkin, 2004
- Rhynchokarlingia Timoshkin & Mamkaev, 2004
- Riedelella Timoshkin, 2004
- Sitnikovaella Timoshkin, 2004
- Wadaella Timoshkin, 2004

### Synonymes
Le genre Diplosyphon est synonyme de Diplosiphon Evdonin, 1977. Le nom Diplosyphon est dû à une erreur orthographique de Timoshkin en 1986.
Le genre Reuterella Timoshkin, 2004 est synonyme de Mariareuterella Timoshkin & Grygier, 2005. Reuterella Enderlein, 1903 est un nom de genre d'insecte déjà utilisé dans l'ordre des Psocoptères.

### Publication originale
Oleg Anatolievich Timoshkin, Rhynchokarlingiidae-A new enigmatic group of Turbellaria Kalyptorhynchia (Plathelminthes, Neorhabdocoela) from Lake Baikal (East Siberia) with emendation of 9 species, description of 12 new genera and 50 new species: example of non-Darwinian evolution ?. in Index of animal species inhabiting Lake Baikal and its catchment area, 2004, pp 1344-1491 lire